# Louis Brassin
Louis Brassin   (Aquisgrà, 24 de juny de 1836 - Sant Petersburg, 5 de maig de 1884) fou un pianista i compositor alemany.
Els seus pares eren cantants i foren els primers mestres. Els seus germans Gerard i Leopold també foren músics. Deixeble després de Moscheles a Leipzig, fou el 1866 professor del conservatori Sternberg a Berlín on va tenir entre altres alumnes en Ertel, i després a Brussel·les on va tenir com alumnes a James Kwast i Arthur De Greef o en Franz Rummel i més tard Sant Petersburg (1869-79), on entre els seus molts alumnes tingué en Harold von Mickwitz. Entre les composicions per a piano s'han de citar els seus estudis, alguns lieder, i les operetes Der Missionar i Der Thronfolger.